# رأس مطارمة
رأس مطارمة هي رأس يقع على خليج السويس ويتبع مدينة رأس سدر بمحافظة جنوب سيناء ويبعد 160 كم عن القاهرة.
| مخطط المناخ رأس مطارمة | مخطط المناخ رأس مطارمة | مخطط المناخ رأس مطارمة | مخطط المناخ رأس مطارمة | مخطط المناخ رأس مطارمة | مخطط المناخ رأس مطارمة | مخطط المناخ رأس مطارمة | مخطط المناخ رأس مطارمة | مخطط المناخ رأس مطارمة | مخطط المناخ رأس مطارمة | مخطط المناخ رأس مطارمة | مخطط المناخ رأس مطارمة |
| --- | ---------------------- | ---------------------- | ---------------------- | ---------------------- | ---------------------- | ---------------------- | ---------------------- | ---------------------- | ---------------------- | ---------------------- | ---------------------- |
| 01 | 02                     | 03                     | 04                     | 05                     | 06                     | 07                     | 08                     | 09                     | 10                     | 11                     | 12                     |
| 6 21 11 | 3 23 11                | 5 25 13                | 2 27 17                | 21 30 20               | 11 33 23               | 16 35 25               | 15 36 27               | 12 34 24               | 8 30 22                | 5 26 17                | 4 21 11                |
| متوسط درجة-الحرارة °س مجاميع الهطل مم |                        |                        |                        |                        |                        |                        |                        |                        |                        |                        |                        |
| بالوحدات الإنكليزية \| 01 \| 02 \| 03 \| 04 \| 05 \| 06 \| 07 \| 08 \| 09 \| 10 \| 11 \| 12 \| \| 0.2 70 52 \| 0.1 73 52 \| 0.2 77 55 \| 0.1 81 63 \| 0.8 86 68 \| 0.4 91 73 \| 0.6 95 77 \| 0.6 97 81 \| 0.5 93 75 \| 0.3 86 72 \| 0.2 79 63 \| 0.2 70 52 \| \| متوسط درجة-الحرارة °ف مجاميع الهطول ″ \| \| \| \| \| \| \| \| \| \| \| \| |                        |                        |                        |                        |                        |                        |                        |                        |                        |                        |                        |
| 01 | 02                     | 03                     | 04                     | 05                     | 06                     | 07                     | 08                     | 09                     | 10                     | 11                     | 12                     |
| 0.2 70 52 | 0.1 73 52              | 0.2 77 55              | 0.1 81 63              | 0.8 86 68              | 0.4 91 73              | 0.6 95 77              | 0.6 97 81              | 0.5 93 75              | 0.3 86 72              | 0.2 79 63              | 0.2 70 52              |
| متوسط درجة-الحرارة °ف مجاميع الهطول ″ |                        |                        |                        |                        |                        |                        |                        |                        |                        |                        |                        |

| 01                                    | 02        | 03        | 04        | 05        | 06        | 07        | 08        | 09        | 10        | 11        | 12        |
| 0.2 70 52                             | 0.1 73 52 | 0.2 77 55 | 0.1 81 63 | 0.8 86 68 | 0.4 91 73 | 0.6 95 77 | 0.6 97 81 | 0.5 93 75 | 0.3 86 72 | 0.2 79 63 | 0.2 70 52 |
| متوسط درجة-الحرارة °ف مجاميع الهطول ″ |           |           |           |           |           |           |           |           |           |           |           |